# Carl Clawson Epling
Carl Clawson Epling (15 de Abril de 1894 - 19 de Novembro de 1968) foi um botânico e micólogo dos Estados Unidos da América, especializado na família Lamiaceae e reconhecido entre as décadas de 1920s a 1960s, ainda que nos últimos anos de actividade se tenha interessado por genética.
Em 1906, com a sua família muda-se para Los Angeles. Serve no exército durante a Primeira Guerra Mundial e posteriormente entra no "Colégio de Agricultura" da Universidade da Califórnia em Berkeley, recebendo o grau de mestre em 1921. 
O seu primeiro cargo académico foi como instrutor em botânica na Universidade do Estado do Oregon, de 1921 a 1922. Interessa-se no estudo de fungos, torna-se assistente de verão de campo e agente da "Oficina de Controlo de Enfermidades Fúngicas" do USDA, um trabalho que continuou a intervalos por uma década. Em 1922 recebe a "Bolsa Rufus J. Lackland" por trabalho na área de micologia pelo "Missouri Botanical Garden", mas logo muda o seu interesse em direcção à taxonomia das fanerogâmicas e fica a trabalho sob a direcção do Professor Jesse M. Greenman.
Após obter o seu Ph.D. na Universidade Washington, defendendo a tese sobre o género Monardella Benth., torna-se membro do staff da Universidade da Califórnia em 1924. Em 1941, torna-se investigador na Faculdade.
Epling publica mais de cem artigos científicos, desde monografias sobre contribuições para as floras locais, descrevendo numerosas novas espécies, a mais famosa das quais a psicoactiva Salvia divinorum.

## Honras

### Epónimos
Género
- (Lamiaceae) Eplingia L.O.Williams[1]

Espécies
- (Fagaceae) Quercus × eplingii C.H.Mull.[2]
- (Lamiaceae) Agastache eplingiana R.W.Sanders[3]
- (Lamiaceae) Salvia eplingiana Alziar[4]
- (Lamiaceae) Scutellaria eplingii Legname[5]
- (Lamiaceae) Stachys eplingii J.B.Nelson[6]
- (Melastomataceae) Topobea eplingii Wurdack[7]